# Список наград и номинаций фильма «Госфорд-парк»
«Го́сфорд-парк» (англ. Gosford Park) — американский полнометражный исторический сатирический детектив 2001 года, созданный студией USA Films и распространяемый компанией Entertainment Film Distributors. Режиссёром выступил Роберт Олтмен, а сценаристом — Джулиан Феллоуз. В фильме приняли участие актёры Айлин Эткинс, Боб Балабан, Алан Бейтс, Чарльз Дэнс, Стивен Фрай, Майкл Гэмбон, Ричард Э. Грант, Дерек Джекоби, Келли Макдональд, Хелен Миррен, Джереми Нортэм, Клайв Оуэн, Райан Филлипп, Мэгги Смит, Эмили Уотсон и другие. По сюжету, компания состоятельных британцев отправляется в загородный дом «Госфорд-парк» на выходные, однако там происходит убийство и проводится расследование, в котором каждый из обитателей дома становится подозреваемым.
Премьера фильма «Госфорд-парк» состоялась 7 ноября 2001 года на Лондонском кинофестивале. В США картина изначально вышла 26 декабря 2001 года в ограниченный кинопрокат, и уже в январе 2002 года она была полноценно выпущена в кинотеатрах. 1 февраля того же года состоялась премьера в Великобритании. Бюджет картины составил 19,8 млн долларов США, при этом фильм собрал всего $ 87,8 млн. На сайте-агрегаторе рецензий Rotten Tomatoes фильм имеет рейтинг одобрения 87 % на основе 165 отзывов со средней оценкой 7,6/10. Сайт-агрегатор Metacritic присвоил ленте 90 баллов из 100 на основе 34 отзывов, что соответствует критерию «общее признание».
Несмотря на низкие кассовые сборы, фильм, его режиссёры и актёры были удостоены множества наград и номинаций. На 74-й церемонии вручения премии «Оскар» фильм номинировался на шесть категорий, однако победу одержал только Джулиан Феллоуз в номинации «Лучший оригинальный сценарий». На 59-й церемонии вручения премии «Золотой глобус» режиссёр картины Роберт Олтмен победил в категории «Лучшая режиссура». Кроме того, Роберт Олтмен, совместно с Бобом Балабаном и Дэвидом Леви, получил премию BAFTA в категории «Выдающийся британский фильм». Хелен Миррен за исполнение роли миссис Уилсон получила множество премий, в том числе Премию Гильдии киноактёров США, Лондонской ассоциации кинокритиков, Американского института киноискусства и другие.

## Награды и номинации
| Награда                                            | Дата церемонии вручения | Категория                                                           | Получатель(-и)                                    | Результат | Прим.         |
| -------------------------------------------------- | ----------------------- | ------------------------------------------------------------------- | ------------------------------------------------- | --------- | ------------- |
| Награда Британского общества кинооператоров        | 2001                    | «Лучшая операторская работа в полнометражном художественном фильме» | Эндрю Данн                                        | Номинация | [ 12 ]        |
| Награды сообщества кинокритиков Нью-Йорка          | 13 декабря 2001         | «Лучшая режиссура»                                                  | Роберт Олтмен                                     | Победа    | [ 13 ]        |
| Награды сообщества кинокритиков Нью-Йорка          | 13 декабря 2001         | «Лучший сценарий»                                                   | Джулиан Феллоуз                                   | Победа    | [ 13 ]        |
| Награды сообщества кинокритиков Нью-Йорка          | 13 декабря 2001         | «Лучшая женская роль второго плана»                                 | Хелен Миррен                                      | Победа    | [ 13 ]        |
| Награды Общества онлайн-кинокритиков               | 2 января 2002           | «Лучший актёрский состав»                                           | «Госфорд-парк»                                    | Победа    | [ 14 ] [ 15 ] |
| Награды Общества онлайн-кинокритиков               | 2 января 2002           | «Лучший оригинальный сценарий»                                      | Джулиан Феллоуз                                   | Номинация | [ 14 ] [ 15 ] |
| Награды Общества онлайн-кинокритиков               | 2 января 2002           | «Лучшая женская роль второго плана»                                 | Хелен Миррен                                      | Номинация | [ 14 ] [ 15 ] |
| Награды Общества онлайн-кинокритиков               | 2 января 2002           | «Лучшая женская роль второго плана»                                 | Мэгги Смит                                        | Номинация | [ 14 ] [ 15 ] |
| Награды кинокритиков Флориды                       | 2 января 2002           | «Лучший актёрский состав»                                           | «Госфорд-парк»                                    | Победа    | [ 16 ]        |
| Премия Американского института киноискусства       | 5 января 2002           | «Режиссёр года»                                                     | Роберт Олтмен                                     | Победа    | [ 17 ] [ 18 ] |
| Премия Американского института киноискусства       | 5 января 2002           | «Монтажёр года»                                                     | Тим Сквайрс                                       | Номинация | [ 17 ] [ 18 ] |
| Премия Американского института киноискусства       | 5 января 2002           | «Художник-постановщик года»                                         | Стивен Альтман                                    | Номинация | [ 17 ] [ 18 ] |
| Премия Американского института киноискусства       | 5 января 2002           | «Композитор года»                                                   | Патрик Дойл                                       | Номинация | [ 17 ] [ 18 ] |
| Награда Национального общества кинокритиков США    | 5 января 2002           | «Лучшая режиссура»                                                  | Роберт Олтмен                                     | Победа    | [ 19 ]        |
| Награда Национального общества кинокритиков США    | 5 января 2002           | «Лучший сценарий»                                                   | Джулиан Феллоуз                                   | Победа    | [ 19 ]        |
| Награда Национального общества кинокритиков США    | 5 января 2002           | «Лучшая женская роль второго плана»                                 | Хелен Миррен                                      | Победа    | [ 19 ]        |
| Награды Ассоциации кинокритиков вещания            | 11 января 2002          | «Лучший актёрский состав»                                           | «Госфорд-парк»                                    | Победа    | [ 20 ]        |
| «Спутник»                                          | 19 января 2002          | «Лучший музыкальный или комедийный фильм»                           | «Госфорд-парк»                                    | Номинация | [ 21 ]        |
| «Спутник»                                          | 19 января 2002          | «Лучший актёрский состав — кинофильм»                               | «Госфорд-парк»                                    | Победа    | [ 21 ]        |
| «Спутник»                                          | 19 января 2002          | «Лучшая женская роль второго плана — кинофильм»                     | Хелен Миррен                                      | Номинация | [ 21 ]        |
| «Спутник»                                          | 19 января 2002          | «Лучшая женская роль второго плана — кинофильм»                     | Мэгги Смит                                        | Победа    | [ 21 ]        |
| «Спутник»                                          | 19 января 2002          | «Лучшая женская роль второго плана — кинофильм»                     | Эмили Уотсон                                      | Номинация | [ 21 ]        |
| «Спутник»                                          | 19 января 2002          | «Лучшая художественная режиссура и дизайн постановки»               | Стивен Альтман и Анна Пиннок                      | Номинация | [ 21 ]        |
| «Золотой глобус»                                   | 20 января 2002          | «Лучший фильм — комедия или мюзикл»                                 | «Госфорд-парк»                                    | Номинация | [ 22 ]        |
| «Золотой глобус»                                   | 20 января 2002          | «Лучшая режиссура»                                                  | Роберт Олтмен                                     | Победа    | [ 22 ]        |
| «Золотой глобус»                                   | 20 января 2002          | «Лучший сценарий»                                                   | Джулиан Феллоуз                                   | Номинация | [ 22 ]        |
| «Золотой глобус»                                   | 20 января 2002          | «Лучшая женская роль второго плана — кинофильм»                     | Хелен Миррен                                      | Номинация | [ 22 ]        |
| «Золотой глобус»                                   | 20 января 2002          | «Лучшая женская роль второго плана — кинофильм»                     | Мэгги Смит                                        | Номинация | [ 22 ]        |
| Награды Ассоциации кинокритиков города Канзас-Сити | 28 января 2002          | «Лучшая женская роль второго плана»                                 | Мэгги Смит                                        | Победа    | [ 23 ]        |
| Британская кинопремия Evening Standard             | 3 февраля 2002          | «Лучший фильм»                                                      | «Госфорд-парк»                                    | Победа    | [ 24 ]        |
| Премия Лондонской ассоциации кинокритиков          | 13 февраля 2002         | «Лучший британский или ирландский фильм года»                       | «Госфорд-парк»                                    | Победа    | [ 25 ]        |
| Премия Лондонской ассоциации кинокритиков          | 13 февраля 2002         | «Лучшая британская женская роль второго плана»                      | Хелен Миррен                                      | Победа    | [ 25 ]        |
| Премия Американской ассоциации монтажёров          | 24 февраля 2002         | «Лучший монтаж художественного фильма — комедия или мюзикл»         | Тим Сквайрс                                       | Номинация | [ 26 ]        |
| BAFTA                                              | 24 февраля 2002         | «Выдающийся британский фильм»                                       | Роберт Олтмен, Боб Балабан и Дэвид Леви           | Победа    | [ 27 ] [ 28 ] |
| BAFTA                                              | 24 февраля 2002         | «Лучшая режиссура»                                                  | Роберт Олтмен                                     | Номинация | [ 27 ] [ 28 ] |
| BAFTA                                              | 24 февраля 2002         | «Лучший оригинальный сценарий»                                      | Джулиан Феллоуз                                   | Номинация | [ 27 ] [ 28 ] |
| BAFTA                                              | 24 февраля 2002         | «Лучший дебют британского сценариста, режиссёра или продюсера»      | Джулиан Феллоуз                                   | Номинация | [ 27 ] [ 28 ] |
| BAFTA                                              | 24 февраля 2002         | «Лучшая женская роль второго плана»                                 | Хелен Миррен                                      | Номинация | [ 27 ] [ 28 ] |
| BAFTA                                              | 24 февраля 2002         | «Лучшая женская роль второго плана»                                 | Мэгги Смит                                        | Номинация | [ 27 ] [ 28 ] |
| BAFTA                                              | 24 февраля 2002         | «Лучшая работа художника-постановщика»                              | Стивен Альтман                                    | Номинация | [ 27 ] [ 28 ] |
| BAFTA                                              | 24 февраля 2002         | «Лучший дизайн костюмов»                                            | Дженни Беван                                      | Победа    | [ 27 ] [ 28 ] |
| BAFTA                                              | 24 февраля 2002         | «Лучший грим и причёски»                                            | Ян Арчибальд и Сэлли Джей                         | Номинация | [ 27 ] [ 28 ] |
| Премия Ассоциации кинокритиков Чикаго              | 25 февраля 2002         | «Лучшая режиссура»                                                  | Роберт Олтмен                                     | Номинация | [ 29 ]        |
| Премия Ассоциации кинокритиков Чикаго              | 25 февраля 2002         | «Лучший сценарий»                                                   | Джулиан Феллоуз                                   | Номинация | [ 29 ]        |
| Премия Ассоциации кинокритиков Чикаго              | 25 февраля 2002         | «Лучшая женская роль второго плана»                                 | Хелен Миррен                                      | Номинация | [ 29 ]        |
| Премия Ассоциации кинокритиков Чикаго              | 25 февраля 2002         | «Лучшая женская роль второго плана»                                 | Мэгги Смит                                        | Номинация | [ 29 ]        |
| Премия Гильдии сценаристов США                     | 2 марта 2002            | «Лучший оригинальный сценарий»                                      | Джулиан Феллоуз                                   | Победа    | [ 30 ]        |
| Премия Гильдии киноактёров США                     | 10 марта 2002           | «Лучший актёрский состав в игровом кино»                            | «Госфорд-парк»                                    | Победа    | [ 31 ] [ 32 ] |
| Премия Гильдии киноактёров США                     | 10 марта 2002           | «Лучшая женская роль второго плана»                                 | Хелен Миррен                                      | Победа    | [ 31 ] [ 32 ] |
| «Оскар»                                            | 24 марта 2002           | «Лучший фильм»                                                      | Роберт Олтмен, Боб Балабан и Дэвид Леви           | Номинация | [ 33 ] [ 34 ] |
| «Оскар»                                            | 24 марта 2002           | «Лучшая режиссура»                                                  | Роберт Олтмен                                     | Номинация | [ 33 ] [ 34 ] |
| «Оскар»                                            | 24 марта 2002           | «Лучший оригинальный сценарий»                                      | Джулиан Феллоуз                                   | Победа    | [ 33 ] [ 34 ] |
| «Оскар»                                            | 24 марта 2002           | «Лучшая женская роль второго плана»                                 | Хелен Миррен                                      | Номинация | [ 33 ] [ 34 ] |
| «Оскар»                                            | 24 марта 2002           | «Лучшая женская роль второго плана»                                 | Мэгги Смит                                        | Номинация | [ 33 ] [ 34 ] |
| «Оскар»                                            | 24 марта 2002           | «Лучшая работа художника-постановщика»                              | Постановка: Стивен Альтман Декорации: Анна Пиннок | Номинация | [ 33 ] [ 34 ] |
| «Оскар»                                            | 24 марта 2002           | «Лучший дизайн костюмов»                                            | Дженни Беван                                      | Номинация | [ 33 ] [ 34 ] |
| Награда «Мировой саундтрек»                        | 19 октября 2002         | «Кинокомпозитор года»                                               | Патрик Дойл                                       | Победа    | [ 35 ]        |
| AACTA                                              | 7 декабря 2002          | «Лучший иностранный фильм»                                          | Роберт Олтмен, Боб Балабан и Дэвид Леви           | Номинация | [ 36 ]        |
| Премия Европейской киноакадемии                    | 7 декабря 2002          | «Приз зрительских симпатий за лучшую европейскую актрису»           | Хелен Миррен                                      | Номинация | [ 37 ]        |
| Премия Европейской киноакадемии                    | 7 декабря 2002          | «Приз зрительских симпатий за лучшую европейскую актрису»           | Мэгги Смит                                        | Номинация | [ 37 ]        |
| Премия Европейской киноакадемии                    | 7 декабря 2002          | «Приз зрительских симпатий за лучшую европейскую актрису»           | Эмили Уотсон                                      | Номинация | [ 37 ]        |
| «Империя»                                          | 5 февраля 2003          | «Лучшая британская актриса»                                         | Хелен Миррен                                      | Номинация | [ 38 ]        |
| «Империя»                                          | 5 февраля 2003          | «Лучшая британская актриса»                                         | Келли Макдональд                                  | Номинация | [ 38 ]        |
| «Сезар»                                            | 22 февраля 2003         | «Лучший фильм из Европейского союза»                                | Роберт Олтмен                                     | Номинация | [ 39 ]        |

## Комментарии
1. ↑  Даты вручения наград и проставления номинаций указаны в хронологическом порядке.